# Abacetus basilewskyi
Abacetus basilewskyi là một loài bọ chân chạy thuộc phân họ Pterostichinae. Loài này được Straneo mô tả lần đầu năm 1948 và là loài đặc hữu được tìm thấy ở Mozambique.